# Ahmed Rateb
Ahmed Rateb (en arabe: أحمد راتب), né le 23 janvier 1949 au Caire (Égypte) et mort le 14 décembre 2016, est un acteur égyptien.

## Biographie
Il a commencé sa carrière artistique lorsqu'il était enfant, pratiquant déjà le théâtre à l'école. Son talent pour la comédie s'est développé lorsqu'il a rejoint la troupe de théâtre de l'université pendant ses études à la faculté d'ingénierie. Il a ensuite intégré l'Institut des arts dramatiques et a obtenu un baccalauréat en arts dramatiques. Il a débuté à la télévision, puis a travaillé au Théâtre Al-Tale'a et au cinéma. Son jeu se distinguait par sa simplicité et son naturel. Il est devenu célèbre pour ses rôles comiques.
Il a remporté le prix du Festival de la radio et de la télévision pour son rôle dans la série Oum Koultoum. Il a souvent était complice de l'acteur égyptien Adel Imam dans des pièces de théâtres célèbres aux succès confirmés.
Il est devenu une figure centrale dans la plupart des films destinés aux jeunes et est considéré comme l'un des meilleurs artistes à avoir incarné des rôles satiriques a visées critiques de la société. Son dernier film, Phobia, qu'il a entièrement tourné, est sorti en 2017.

## Filmographie

### Cinéma: films (liste sélective)
- 1973 : madinat alssamt
- 1976 : nbtadi minin alhikaya
- 1978 : aintabahuu 'ayuha alssada: Instituteur
- 1979 : Katel ma katelsh had : Fiancé de Safaa
- 1980 : albayh sadiqi
- 1980 : tahaddi al'aqwia'
- 1980 : aleashiqa
- 1980 : shaeban taht alssifr: Plombier
- 1981 : aintakhabuu aldduktur sulayman ebdalbast: Zaghloul Armouti
- 1981 : waqidat didd majhul
- 1982 : daewat khassat jiddaan
- 1982 : lilfaqid alrrahma'
- 2005 : 'Sefara fi El-Omara'

### Séries TV
- 1978 : joha wabanat shahbandar alttjjar : Abbass
- 1980 : waihtazzat al'ard
- 1990 : ra'afat alhijan 1ere partie : iizak bin eamitay
- 1991 : ra'afat alhijan 2eme partie : iizak bin eamitay
- 1993 : almal walbanun 1ere partie : syd alssuht
- 1995 : almal walbanun 2eme partie : syd alssuht
- 2013 : alddaeia
- 2015 : dhahab waeawda
- 2016 : 'ustadh warayiys qism